# 前田利子
前田 利子（まえだ としこ、元禄6年10月19日（1693年11月16日） - 寛延元年12月6日（1749年1月24日））は、関白二条吉忠の北政所。加賀藩主・前田綱紀の六女。直姫、栄君（まさぎみ）。最後の女帝・後桜町天皇の外祖母である。

## 生涯
元禄6年（1693年）、金沢にて生まれる。母は側室の保寿院・津田氏。初名は直姫。
元禄11年（1698年）6月、関白二条綱平の嫡男・吉忠との縁組を幕府より命じられる。この縁組は、将軍徳川綱吉の生母・桂昌院の周旋であったという。同年9月結納。加賀藩は、宝永7年（1710年）二条家の御殿を造営した他、金銭を献上するなど二条家への援助を行い、これは婚礼後も続いた。正徳2年（1712年）7月13日金沢を発し、22日京に到着。26日婚礼を行った。吉忠の母である栄子内親王の猶子となり、君号を栄君、諱を利子とした。正徳3年（1713年）6月4日長女・辰君、享保元年（1716年）8月24日次女・永君を産む。元文元年（1736年）8月27日、夫吉忠の関白就任に伴い、政所の宣下をうけ、翌28日従三位に叙される。寛延元年12月薨去。享年56。院号は泰真院。二尊院に葬られた。
長女の辰君（淳子）は有栖川宮職仁親王の妃となり、次女の永君（舎子・青綺門院）は桜町天皇の女御となり、最後の女帝・後桜町天皇を産んだ。
なお、前田家では、かつて前田利常の娘・富姫が八条宮智忠親王に輿入れした際に、前田利政の娘を利常の養女として中納言竹屋光長に嫁がせ、富姫の話し相手にした前例にならい、前田孝行の娘・誠姫（寿君）を綱紀の養女とし、正徳4年（1714年）三条西公福に嫁がせた。